# Миноносцы типа S-13
Миноносцы типа S-13 — тип миноносцев (по официальной классификации германского флота — больших миноносцев), состоявший на вооружении Военно-морского флота Германии в начале XX века и в период Первой мировой войны. Всего было построено 12 миноносцев этого типа (все по программе 1912 финансового года). Миноносцы отличались от типа S-176 меньшим размером. Как и тип V-1 эти миноносцы на германском флоте прозвали «калеками адмирала Ланса».

## Энергетическая установка
На кораблях типа в качестве ГЭУ были установлены 2 турбины Шихау общей мощностью 15 700 л. с., 3 военно-морских угольных котла с давлением 18,5 атмосферы и 1 военно-морской нефтяной котёл. Максимальные запасы топлива на миноносцах типа составляли 108 тонн угля и 72 тонны нефти.

## Вооружение

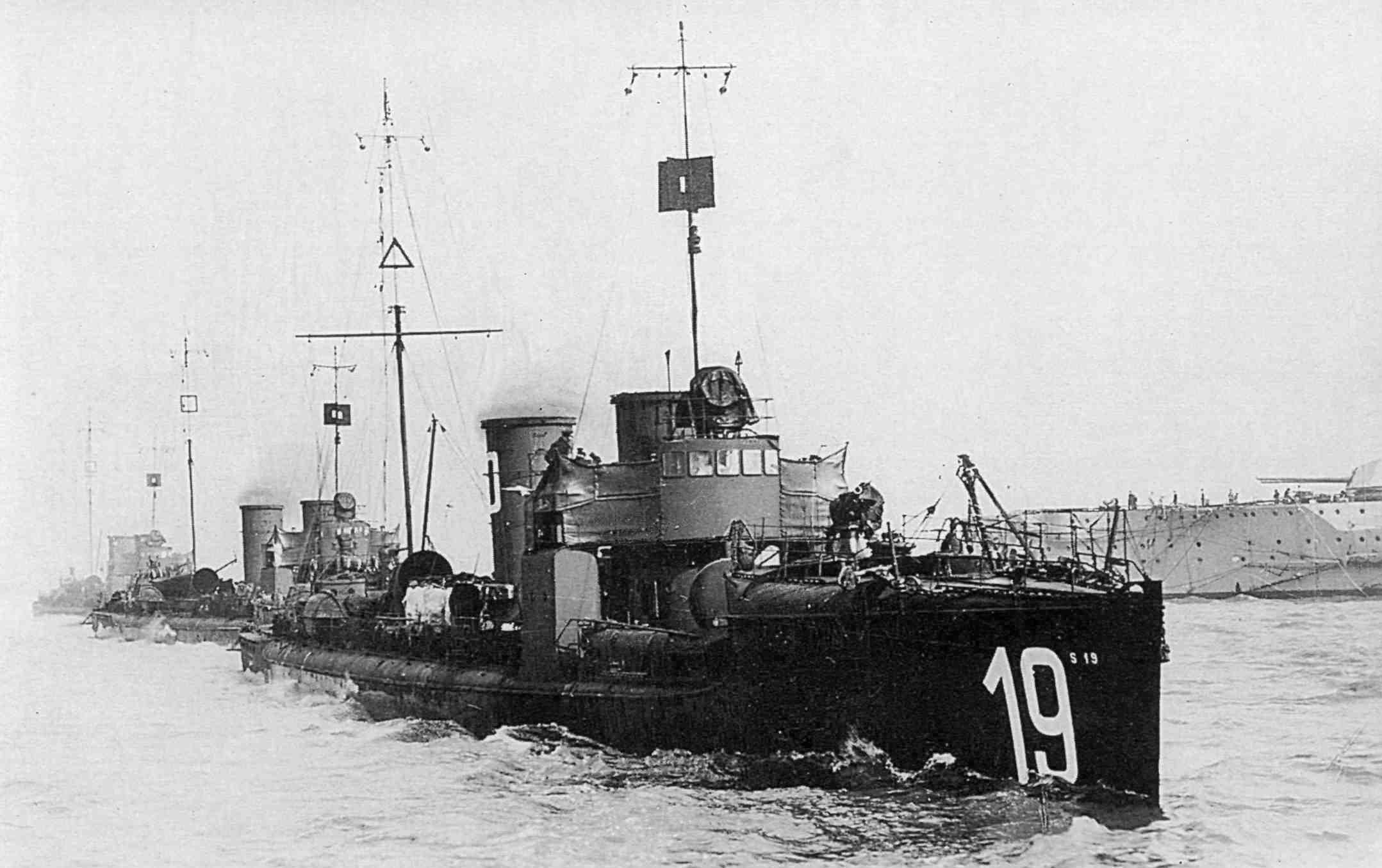
S 19 хорошо виден «окурок»

Миноносцы вооружались 2×1 88-мм орудиями. Торпедное вооружение эсминцев состояло из 4×1 500-мм торпедных аппаратов.

## Модернизация
Миноносцы S-15 — S-18, S-20, S-24 в 1916—1917 годах прошли модернизацию на имперской верфи в Вильгельмсхафене. В 1921 году были модернизированы также миноносцы S-19 и S-23. Модернизация заключалась в увеличении дальности плавания до 1700 миль (на скорости 17 узлов) благодаря увеличению запасов угля на 38 тонн. Также были заменены старые 88-мм орудия на новые, увеличенного калибра (105 мм). Количество торпедных аппаратов было уменьшено с 4 до 2.